# William Stanhope Clarke
William Stanhope Clarke, britanski general, * 1899, † 1973.